# Derborence (Film)
Derborence ist ein von Francis Reusser realisierter französisch-schweizerischer Spielfilm, der auf dem gleichnamigen Roman von Charles Ferdinand Ramuz basiert. Derborence gelangte am 27. April 1985 in die Westschweizer Kinos.

## Handlung
Nach seiner Hochzeit mit Therese verlässt Antoine sein Dorf und begibt sich auf die Alp, um dort während des Sommers gemeinsam mit Seraphin dessen Herde zu kümmern. Ein paar Wochen nach Antoines Ankunft ereignet sich ein Bergsturz, der sowohl Antoine und Seraphin als auch den Weiler Derborence verschüttet. Therese muss sich nun, obgleich schwanger, mit ihrer Witwenschaft abfinden. Dies fällt ihr umso schwerer als das Kind, das sie in sich trägt, wie sein Vater (Antoine) ein Waisenkind sein wird. 
Entgegen den Erwartungen der Dorfbewohner hat Antoine jedoch den Bergsturz überlebt und kann sich aus den Gesteinstrümmern befreien. Etwa zwei Monate nach dem Naturereignis erscheint er deshalb wieder in seinem Dorf. In Lumpen und beinahe unkenntlich wird er von dessen Bewohnern zunächst für ein Gespenst gehalten. Als sie ihn endlich wiedererkennen, entschließt sich Antoine, in die Berge zurückzukehren um Seraphin zu suchen. Therese, die mehr weiss als er, folgt ihm. 

## Trivia
- Der im Film dokumentierte Bergsturz hat sich am 24. September 1714 tatsächlich ereignet.
- Die Produktionskosten beliefen sich auf 1.665.000 Schweizer Franken.
- Die Schweizer Armee unterstützte die Produktionsequipe während der gesamten Dreharbeiten.

## Auszeichnungen
- 1985: Teilnahme am Filmfestival von Cannes (19. Mai)
- 1986: César für den besten französischsprachigen Film (César du meilleur film francophone)